# Ronde van Slowakije 2001
De Ronde van Slowakije 2001 (Slowaaks: Okolo Slovenska 2001) was de 45e editie van deze meerdaagse etappekoers. De ronde begon op 25 augustus en eindigde op 29 augustus.

## Etappe-overzicht
| etappe | datum       | start              | finish             | afstand | winnaar         | klassementsleider |
| ------ | ----------- | ------------------ | ------------------ | ------- | --------------- | ----------------- |
| 1e     | 25 augustus | Medzev             | Sobrance           | 180 km  | Erik Saunders   | Erik Saunders     |
| 2e     | 26 augustus | Sobrance           | Poprad             | 212 km  | František Trkal | František Trkal   |
| 3e     | 27 augustus | Poprad             | Tvrdosin           | 147 km  | Lubomir Kejval  | František Trkal   |
| 4e     | 28 augustus | Tvrdosin           | Turcianske Teplice | 179 km  | Jonas Ljungblad | František Trkal   |
| 5e     | 29 augustus | Turcianske Teplice | Turcianske Teplice | 23 km   | Igor Bonciucov  | František Trkal   |

## Algemeen klassement
| rang | renner          | land     |
| ---- | --------------- | -------- |
| 1    | František Trkal | Tsjechië |
| 2    | Matjia Kotnik   | Slovenië |
| 3    | Michal Prusa    | Tsjechië |

1954 · 1955 · 1956 · 1957 · 1958 · 1959 · 1960 · 1961 · 1962 · 1963 · 1964 · 1965 · 1966 · 1967 · 1968 · 1969 · 1970 · 1971 · 1972 · 1973 · 1974 · 1975 · 1976 · 1977 · 1978 · 1979 · 1980 · 1981 · 1982 · 1983 · 1984 · 1985 · 1986 · 1987 · 1988 · 1989 · 1990 · 1991 · 1992 · 1993 · 1994 · 1995 · 1996 · 1997 · 1998 · 1999 · 2000 · 2001 · 2002 · 2003 · 2004 · 2005 · 2006 · 2007 · 2008 · 2009 · 2010 · 2011 · 2012 · 2013 · 2014 · 2015 · 2016 · 2017 · 2018 · 2019 · 2020 · 2021 · 2022 · 2023 · 2024